# Japan Action Enterprise
K.K. Japan Action Enterprise (jap. 株式会社ジャパンアクションエンタープライズ, Kabushiki kaisha Japan Akushon Entāpuraizu; früher Japan Action Club) ist eine japanische Talentschmiede, die sich auf Actionschauspieler und Elite-Stuntmen spezialisiert hat. Viele bekannte japanische Actiondarsteller wie zum Beispiel Sanada Hiroyuki (Samurai in der Dämmerung, The Last Samurai) oder Shin’ichi Tsutsumi stehen bei Japan Action Enterprise unter Vertrag. JAE bildet aus und managt die Darsteller, vermittelt sie an Theater, Film- und Fernsehproduktionen.
Weitere Geschäftsfelder sind die Planung, Organisation und Produktion verschiedenster Veranstaltungen.

## Geschichte
1970 gründete der weltweit bekannte Actiondarsteller Shinichi „Sonny“ Chiba  in Nakano (Tokio) den Japan Action Club, um bessere Bedingungen für die Ausbildung von Nachwuchsstars zu schaffen. Mitte der 70er Jahre kam der Durchbruch mit der Vermarktung von Hiroyuki Sanada, Shimoho Etsuko und Kurosaki Hikaru.
1991 wurde der Japan Action Club vom Nikko Edo Mura Management Daishinto übernommen und Sonny Chiba zog sich aus dem Management zurück. Der JAC betätigte sich von da an auch im Nikko Edo Mura.
1996 gründeten der Stuntman, Action Regisseur und Produzent Kaneda Osamu und Nishimoto Ryojiro mit eigenen Mitteln "Japan Action Club ltd." und trennten sich wieder von Daishinto.
2004 wurde der Name von Japan Action Club ltd. in Japan Action Enterprise Co. Ltd. geändert.

## Filmproduktionen
- 1970: Kamen Rider
- 1975: Super Sentai
- 1999: Gohatto!
- 2001: Red Shadow
- 2001: Onyouji
- 2002: Samurai in der Dämmerung
- 2003: Onyouji II

## Weblink
- https://japanactionenterprise.com/